# ألين أ. كوهن
أليت أ. كوهين هو كاتب وأستاذ جامعي ومؤرخ وسياسي أمريكي، ولد في 3 أبريل 1956 في بوسطن في الولايات المتحدة.